# Karen O
Karen Lee Orzolek (narozena 22. listopadu 1978), známá pod pseudonymem Karen O, je zpěvačka newyorské rockové kapely Yeah Yeah Yeahs.

## Životopis
Karen O se narodila korejské matce a polskému otci v jihokorejském městě Busan. Vyrostla v americkém městě Englewood, New Jersey, kam se s rodinou přestěhovala. „Je skoro až trapné, jak slušně jsem se jako malá chovala, proto asi dělám na pódiu tak šílené věci, třeba, že na sebe vyleji vodu“, komentovala své dětství Karen O. Nastoupila na proslulou vysokou školu Oberlin College, ze které posléze přestoupila na newyorskou Tisch School of the Arts.

## Kariéra
Karen O je pravděpodobně nejvíce známá jako frontmanka kapely Yeah Yeah Yeahs. Proslulá je také svým smyslem pro módu. Její pompézní jevištní outfity jsou výtvorem její kamarádky, módní designérky, Christian Joy. V době, kdy Yeah Yeah Yeahs začínali, vyváděla Karen O během koncertů mnohdy šílené šaškárny, což bylo mimo jiné velkým tahákem pro obecenstvo.
V letech 2004 a 2005 vyhrála anketu magazínu Spin nazvanou „Sexuální bohyně“. V roce 2006 byla jmenována magazínem Blender jednou z nejvíce přitažlivých rockových zpěvaček. V roce 2007 se Karen O umístila na 3. pozici v internetové anketě stránek Spinner.com nazvané Ženy, které právě teď letí. V roce 2010 získala titul Nejvíce přitažlivá žena na udílení cen NME Awards.
V roce 2008 začala spolupracovat s několika newyorskými muzikanty na projektu Native Korean Rock and the Fishnets. V roce 2009 se podílela na skladbách „Gemini Syringes“, „I Can Be A Frog“ a „Watching the Planets“ skupiny The Flaming Lips k jejich albu s názvem Embryonic. V roce 2011 spolupracovala s Davidem Lynchem na písni „Pinky's Dream“, která se objevila na jeho debutovém albu Crazy Clown Time. V roce 2012 spolupracovala s experimentální americkou skupinou Swans na songu „Song for a Warrior“, ke kterému nazpívala doprovodné vokály. Se zpěvačkou Santigold spolupracovala na skladbě s názvem „GO!“, která se objevila na albu Master of My Make-Believe.

### Spolupráce na soundtracích k filmům
Karen O se podílela na písni Cut Me Up spolu s Har Mar Superstar, která byla umístěna na soundtracku k horrorovému filmu z roku 2005, Dům voskových figurín. Pro film Jackass 2 natočila spolu s elektronickou umělkyní Peaches a Johnny Knoxvillem píseň „Backass“; pro film Jackass 3D nazpívala cover písně „If You're Gonna Be Dumb“ od zpěváka Rogera Alana Wadea a nazvala ho „If You're Gonna Be Dumb, You Gotta Be Tough“. V roce 2007 nazpívala píseň Highway 61 Revisited originálně nazpívanou Bobem Dylanem, která zazněla ve filmu právě o Bobu Dylanovi nazvaném I'm Not There.
V květnu roku 2011 spolupracovala s Trentem Reznorem a Atticus Rossem na coververzi skladby Immigrant Song (původně od skupiny Led Zeppelin), která se posléze objevila v oscarovém snímku Muži, kteří nenávidí ženy, ke kterému právě Trent Reznor složil hudbu. V prosinci roku 2011 bylo oznámeno, že skladba bude úvodní na soundtracku k filmu, vyjde jako samostatný singl a bude zdarma dostupná všem, kteří si předobjednají toto album ještě před oficiálním datem vydání (9. prosinec).

#### Where the Wild Things Are
Karen O složila ve spolupráci s Carterem Burwellem všechny skladby k filmu Where the Wild Things Are (kromě skladby „Worried Shoes“ autora Daniela Johnstona), který je adaptací knihy Where the Wild Things Are. Režisér filmu, Spike Jonze, byl tehdejším Kareniným přítelem. Její autorství je na soundtracku přiznáno pod názvem Karen O a děti. Karen O a její kolega ze skupiny Yeah Yeah Yeahs Nick Zinner složili skladbu „All is Love“, která byla v roce 2010 nominována na cenu Grammy v kategorii pro Nejlepší song napsaný pro film, televizi nebo ostatní vizuální média

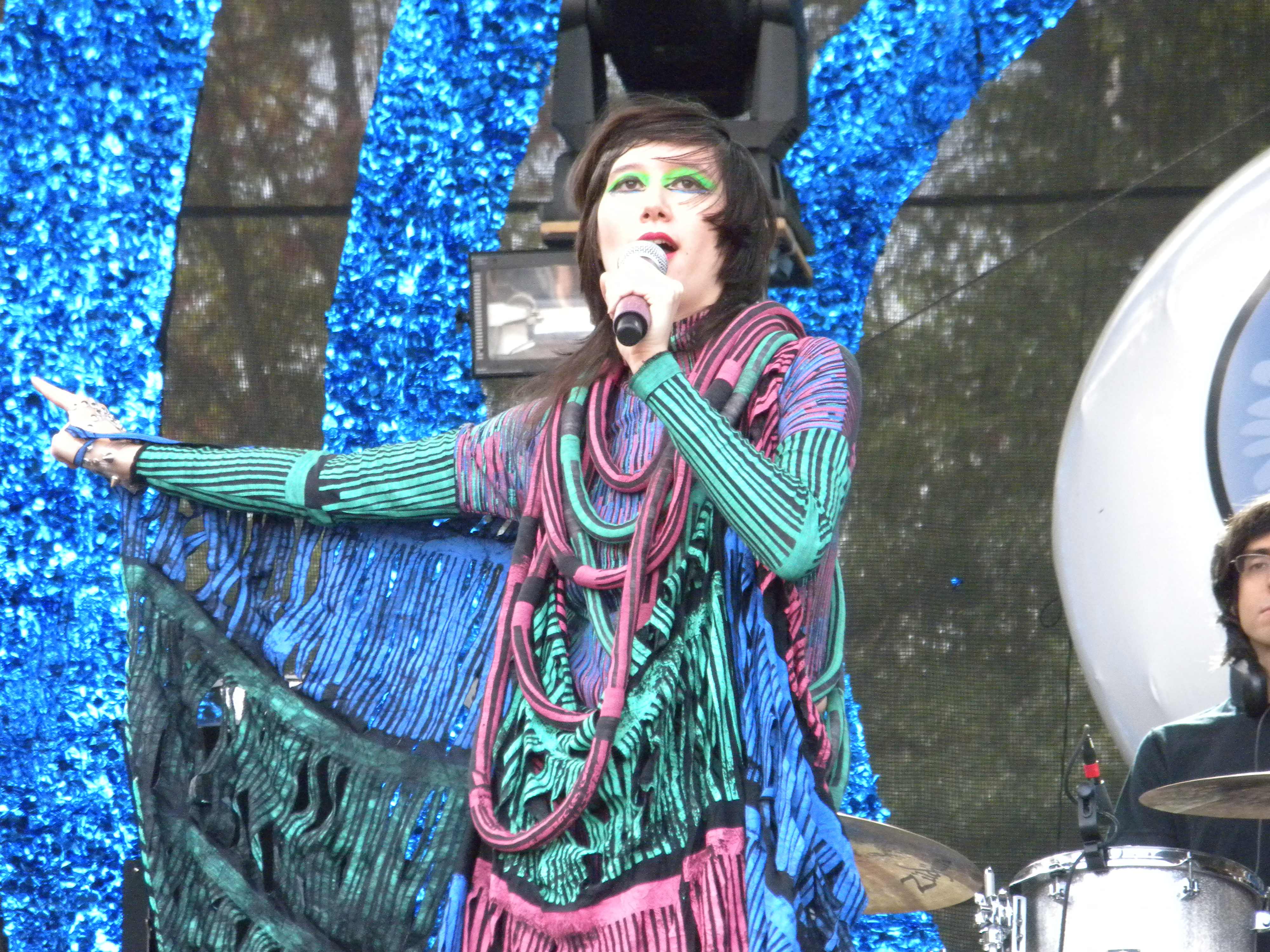
Karen O na festivalu Bumbershoot 2009.

#### Hudební videoklipy
Karen O, pod pseudonymem Moniker, režírovala v roce 2004 hudební videoklip k písni „We Fenced Other Gardens with the Bones of Our Own“ kapely Liars, jejímž lídrem byl tehdejší Karenin přítel Angus Andrew. Následující rok režírovala spolu s přítelem Spikem Jonzem, který vše natáčel, videoklip pro kapelu Foetus. V roce 2006 režírovala videoklip k písni Cheated Hearts vlastní skupiny Yeah Yeah Yeahs.
Pod pseudonymem Kids With Canes režírovala Karen O a její přítel Barnaby Clay hudební videoklip k písni „Hologram World“ od kapely Tiny Masters of Today, jež byl vydán 8. února 2008. Karen se rovněž na tomto songu podílela doprovodnými vokály, vymyslela choreografii videa, ve kterém také spolu s Nickem Zinnerem, Brianem Chasem, Mikem D z kapely Beastie Boys, Gibby Hanynesem z kapely Butthole Surfers, Russellem Siminsem z Blue Explosion a Samem Jamesem z The Mooney Suzuki vystupuje.

### KO at Home
10. prosince 2006 uniklo na internet podomácku nahrané album nazvané KO at Home. Album, původně osobní dárek pro Dave Siteka z newyorské kapely TV on the Radio, bylo objeveno poté, co Sitek zapomněl svůj kufr uvnitř hotelového pokoje. 14-skladbové album spolu s oskenovaným obalem – fotografií Karen O a básní napsanou Oscarem Wildem na zadní straně fotografie – se velice rychle rozšířilo. Hudební internetová stránka Stereogum.com o tomto úniku informovala hned následující ráno a jejich reportáž pokračovala, když Sitek slovně napadl fanouška, který toto album umístil na internet. Sitek se posléze za své chování omluvil v omluvném dopisu. Odpovědí Karen O na tento unik bylo „shit happens“ (ve volném překladu „hold se nedá nic dělat, to se prostě stává“) a ačkoli byla touto skutečností velice znechucená, sdělila, že jejími nejoblíbenějšími skladbami na albu jsou písně „Pumpkin“ a „Snakes and Worms“.

## Osobní život
V roce 2011 se Karen O provdala za svého dlouhodobého přítele Barnabyho Claye.